# David Oshinsky

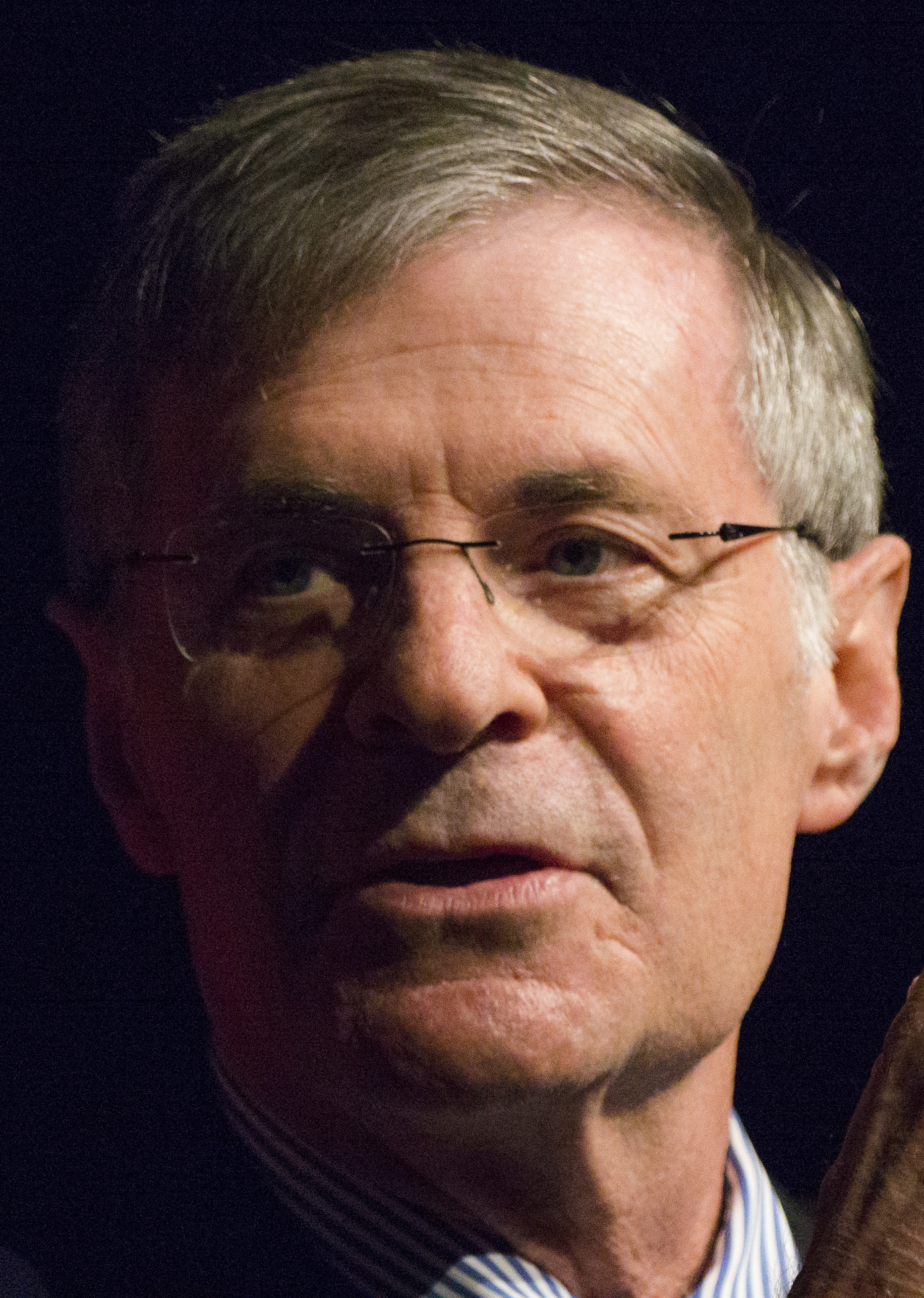
David Oshinsky (2016)

David M. Oshinsky (* 1944) ist ein US-amerikanischer Historiker und derzeit Mitglied der historischen Fakultät an der University of Texas at Austin.
David Oshinsky machte 1965 seinen Abschluss an der Cornell University und promovierte 1971 an der Brandeis University zum Dr. phil. Er gewann 2006 den Pulitzer-Preis für Geschichte für sein Buch Polio: An American Story aus dem Jahr 2005. Zu seinen weiteren Büchern zählen A Conspiracy So Immense: The World of Joe McCarthy, wofür er den  Hardeman Preis erhielt, sowie das mit dem Robert-Kennedy-Preis ausgezeichnete Worse Than Slavery: Parchman Farm and the Ordeal of Jim Crow Justice.
Seine Artikel und Rezensionen erscheinen regelmäßig in der New York Times, der Washington Post und im Chronicle of Higher Education.

## Bibliographie
- Senator Joseph McCarthy and the American Labor Movement. University of Missouri Press, 1976, ISBN 0-8262-0188-1 (englisch).
- mit Richard Patrick McCormic: The Case of the Nazi Professor. Rutgers University Press, 1989, ISBN 0-8135-1427-4 (englisch).
- Worse than Slavery: Parchman Farm and the Ordeal of Jim Crow. Free Press, 1997, ISBN 0-684-83095-7 (englisch).
- mit Edward L. Ayers, Lewis L. Gould, Jean R. Soderlund: American Passages: A History of the American People, Volume I. Wadsworth Publishing Company, 1999, ISBN 0-03-072573-9 (englisch).
- mit Edward L. Ayers, Lewis L. Gould, Jean R. Soderlund: American Passages: A History of the American People, Volume II. Wadsworth Publishing Company, 1999, ISBN 0-03-072574-7 (englisch).
- Polio: An American Story. Oxford University Press, 2005, ISBN 0-19-515294-8 (englisch).
- A Conspiracy So Immense: The World of Joe McCarthy. Oxford University Press, 2005, ISBN 0-19-515424-X (englisch).